# Вифред II (граф Бесалу)
Вифре́д II (кат. Guifré II; исп. Wifredo II) (погиб в ноябре или декабре 957) — граф Бесалу (927—957; самостоятельно с 941). Второй сын Миро II Младшего и Авы, представитель Барселонской династии.

## Биография

### Регентство
После смерти графа Миро II его владения были разделены между двумя его старшими сыновьями: Вифред II получил Бесалу и округа Валеспир и Рипольес, а его старший брат Сунифред II — графство Сердань. Два младших сына, Олиба Кабрета и Миро Бонфиль, остались без владений. Так как сыновья Миро II ещё были малолетними детьми, управление всеми владениями было возложено на вдову умершего, графиню Аву, регентство которой продолжалось до 941 года.
Начало регентства Авы прошло в борьбе с мятежами вассалов и отражениями притязаний соседних сеньоров на управляемые ею земли. Вскоре после смерти Миро II граф Барселоны Сунийе I, сам претендовавший на опеку над детьми графа Сердани, взял под свой контроль Бесалу, о чём упоминается в данных им хартиях, однако через некоторое время Аве удалось вернуть Бесалу обратно. В 935 году произошёл новый конфликт между детьми Миро II и графом Барселоны, когда Сунийе I попытался захватить владения богатого монастыря Сан-Хуан-де-лас-Абадесас, находившегося в Рипольесе. Исторические хроники сообщают, что по призыву своей тётки, аббатисы Эммы, Сунифред II и Вифред II оказали сопротивление графу Барселоны и заставили его отказаться от намерения присвоить имущество монастыря.

### Самостоятельное правление

Каталонские графства в IX—XII веках.

С 941 года началось самостоятельное правление Вифреда II. Признав над собой сюзеренитет графа Сунифреда II, граф Бесалу получил от брата помощь в защите владений, а также во всех своих начинаниях. Оказывая покровительство церквям и монастырям, находившимся в его графстве, Вифред II выдал несколько дарственных хартий в пользу каталонских храмов, а в 952 году основал большой монастырь Сан-Пере-де-Кампродон.
В 952 году Вифред II посетил в Реймсе двор короля Западно-Франкского государства Людовика IV Заморского и принёс ему вассальную присягу. 3 февраля граф Бесалу получил от короля хартию о привилегиях для монастыря Сан-Пере-де-Кампродон и о передаче ему и Сунифреду II имущества виконта Конфлана Унифреда, обвинённого в измене, а 4 февраля, по просьбе графа Сердани, получил от Людовика IV иммунную грамоту для монастыря Сан-Мигель-де-Кюкса. Вифред II стал последним из графов Испанской марки (будущей Каталонии), посетившим двор королей Западно-Франкского государства и лично принёсшим им клятву верности.
В конце 957 года в Бесалу вспыхнул мятеж, который возглавил клирик Адальберт. В ноябре или декабре Вифред II погиб, защищая один из своих замков во время нападения мятежников. Его тело было похоронено в монастыре Санта-Мария-де-Риполь.
Неизвестно, был ли граф Бесалу женат и имел ли детей. Преемником Вифреда II стал его старший брат Сунифред II.